# Seiichirō Yasui
Seiichirō Yasui (安井 誠一郎, Yasui Seiichirō ) né le 11 mars 1891 dans la préfecture d'Okayama et mort le 19 janvier 1962 à Tokyo, est un haut fonctionnaire et homme politique japonais.
Il est le premier gouverneur métropolitain élu de Tokyo du 14 avril 1947 au 18 avril 1958.
Il a par la suite largement remporté le siège d'élu du 1er district de la capitale à la Chambre des représentants. Il est le frère cadet de  Ken Yasui, ancien ministre des Affaires locales et président de la Chambre des conseillers.

## Biographie

### Études et carrière professionnelle
Yasui, après un cursus en droit allemand à l'université impériale de Tōkyō, rentre au Ministère de l'Intérieur. Il est notamment le superintendant de la police dans les préfectures d'Ibaraki et de Kanagawa. En 1928, il se retire provisoirement pour se porter candidat à la Chambre des représentants. Il échoue à être élu, et retourne à son ministère, où il occupe le poste de directeur de la division de la police dans plusieurs préfectures (Toyama, Hyōgo, Fukushima). En 1929, il est nommé à la tête à la fois du bureau des affaires sociales et celui de l'hygiène public de la ville de Tōkyō.
Deux plus tard, en 1931, il devient le secrétaire principal du gouverneur général de Corée, Kazushige Ugaki. Il assure ensuite d'autres fonctions dans la péninsule coréenne comme celle de chef du bureau des monopoles (tabac et alcool)  dans le gouvernement général de Corée ou encore celle de gouverneur de la province du Gyeonggi. Il a été également chef du bureau chargé de la colonisation au sein du ministère des Affaires coloniales.
Du 9 avril 1940 au 7 janvier 1941, Yasui sert en tant que gouverneur nommé de la préfecture de Niigata avant de retrouver la municipalité de Tōkyō dans laquelle il dirige le bureau chargé des travaux électriques. En 1946, il devient brièvement vice-ministre du Travail et des Affaires sociales dans le gouvernement du Premier ministre Kijūrō Shidehara jusqu'au 22 mai 1946 et la démission du cabinet.

### Carrière politique
Le 23 juillet 1946, Yasui est nommé chef de la préfecture métropolitaine de Tokyo dite 東京都長官 (Tōkyō-to chōkan). Il quitte la fonction le 13 mars 1947, remplacé par Kazumi Iinu. Il décide de se présenter aux premières élections au suffrage universel pour le poste de chef de la préfecture métropolitaine de Tokyo, mises en place à la suite d'une réforme du système organisant la capitale. Il est élu le 14 avril 1947 grâce aux soutiens des conservateurs (notamment du Parti libéral). Il remporte cette élection avec 90 000 voix de différence par rapport à son adversaire de 77 ans, Daikichirō Tagawa, chrétien fervent et figures du mouvement pour le suffrage universel dans l'avant-guerre, qui était lui soutenu par le Parti socialiste japonais.
Le 3 mai 1947, en vertu de l'application de la loi d'Autonomie locale, la fonction de chef de la préfecture métropolitaine de Tokyo prend officiellement le nom de « Gouverneur métropolitain de Tokyo ».
Au cours de ses trois mandats à la tête de la préfecture, Yasui a réussi énergiquement à faire face aux problèmes de reconstruction et d'approvisionnement qui touche une capitale durement frappé durant la guerre.
En 1959, il ne se représente pas une quatrième fois et quitte ses fonctions à la fin de son troisième mandat. Il est, peu après, fait citoyen d'honneur de la préfecture.
Il poursuit sa carrière politique à l'échelon national en étant élu, en 1960, à la Chambre des représentants sous les couleurs du PLD. Il meurt cependant le 19 janvier 1962 au cours de son premier mandat de représentant.
Il est, de septembre 1961 jusqu'à sa mort, président de la Société des familles de défunts (de la guerre) du Japon, association proche du sanctuaire Yasukuni de Tōkyō.